# Nina Bawden
Nina Bawden (Ilford, Essex, 19 de enero de 1925 - Londres, 22 de agosto de 2012) fue una novelista y escritora infantil inglesa. En Inglaterra asistió al Somerville College en Oxford. Fue nominada para el Premio Booker en 1987 y el premio Lost Man Booker en 2010.
Bawden nació y se crio en Ilford, Essex, en "una urbanización bastante desagradable que [su] madre despreciaba".
Bawden murió en su casa en el norte de Londres, en agosto de 2012. Su familia anunció la muerte el 22 de agosto.
Algunos de los 55 libros de Bawden han sido dramatizados por televisión en la BBC para el público infantil. Muchos han sido publicados con traducción.
Sus novelas incluyen On the Run (1964), The Witch's Daughter (1966), The Birds on the Trees (1970), Carrie's War (1973), y The Peppermint Pig (1975). Para este último ganó el Premio Tutor de Ficción Infantil 1976.

## Lista de obras
- Who Calls the Tune? (1953)
- The Old Flamingo (1954)
- Change Here for Babylon (1955)
- The Solitary Child (1956)
- Devil by the Sea (1958)
- Just Like a Lady (1960)
- In Honour Bound (1961)
- The Secret Passage (1963)
- Tortoise by Candlelight (1963)
- The House of Secrets (1963)
- On the Run (1964); EE. UU. título Three on the Run
- Under the Skin (1964)
- A Little Love, A Little Learning (1965)
- The White Horse Gang (1966)
- The Witch's Daughter (1966)
- A Handful of Thieves (1967)
- A Woman of My Age (1967)
- The Grain of Truth (1969)
- The Runaway Summer (1969)
- The Birds on the Trees (1970)
- Squib (novel)|Squib]] (1971)
- Anna Apparent (1972)
- Carrie's War (1973) —anador del Premio Fénix 1993
- George Beneath a Paper Moon (1974)
- The Peppermint Pig (1975) —ganador del Premio Guardián 1976[5]
- Afternoon of a Good Woman (1976)
- Solitary Child (1976)
- Rebel on a Rock (1978)
- Familiar Passions (1979)
- The Robbers (1979)
- Walking Naked (1981)
- William Tell (1981), un libro de imágenes
- Kept in the Dark (1982)
- The Ice House (1983)
- Saint Francis of Assisi (1983), un libro de imágenes
- The Finding (1985)
- On the Edge (1985)
- Princess Alice (1986)
- Circles of Deceit (1987)
- Henry (1988)
- Keeping Henry (1988)
- The Outside Child (1989)
- Family Money (1991)
- Humbug (1992)
- The Real Plato Jones (1993)
- In My Own Time: Almost an Autobiography (1994)
- Granny the Pag (1995)
- A Nice Change (1997)
- Off the Road (1998)
- The Ruffian on the Stair (2001)
- Dear Austen (2005)